# Straße von Usu
Die Straße von Usu (indonesisch Selat Usu) ist eine Meerenge im Timorarchipel der Kleinen Sundainseln. Sie trennt die Inseln Roti im Westen und Usu im Osten. Gleichzeitig verbindet die Wasserstraße die Bucht von Maeoe im Norden mit der Timorsee im Süden. Mehrere kleine Inseln liegen in der schmalen Wasserstraße.